# Castell de Marzà
Castell de Marzà és un castell del municipi de Pedret i Marzà (Alt Empordà) declarat bé cultural d'interès nacional.

## Descripció
Situat dins del nucli urbà del poble de Marzà, a la part més elevada del petit pujol on s'estén la població, a la que s'arriba des del quilòmetre 28 de la carretera N-260, des de la GIV-6101 que passa per Pedret o bé des d'un trencall a l'entrada de Vilajuïga.
Es tracta de les restes del recinte murat de l'antic castell de Marzà, les quals han quedat integrades en les construccions posteriors que ocupen actualment la vila. El recinte, originàriament de dimensions reduïdes, conserva diversos trams identificables. A la part de tramuntana, delimitada pel carrer del Nord, es conserva una torre cilíndrica amb el basament atalussat i, a banda i banda, dos llenços de muralla amb el talús també ben marcat. La torre ha perdut el seu coronament original i, actualment està coberta amb teulada a una vessant. Aquest talús està bastit amb blocs de pedra de mida gran poc treballats, disposats formant filades irregulars, i lligats amb morter de calç. La torre presenta dos tipus de parament diferents pel que fa al cos cilíndric. La part inferior té les mateixes característiques constructives que el talús i presenta una espitllera bastida amb quatre grans pedres desbastades. La resta del parament tant dels dos llenços de la muralla com de la torre està format per pedra de diverses mides, sense desbastar, i fragments de material constructiu, tot lligat amb morter. Presenta diversos forats de bastida quadrats i, en el llenç de llevant de la torre, tres espitlleres més situades a la mateixa alçada.
A la part est, a la plaça del Joc de la Pilota, hi ha un altre tram del recinte integrat en el mur perimetral d'una casa. En aquest cas, el parament es troba força degradat, ple de refeccions amb maó i rajol i arrebossat amb un revestiment de ciment. Tot i així s'observa la forma atalussada a tota la part inferior del mur. El traçat de la muralla continua pel carrer Empordà, on està situat l'antic portal d'accés al recinte. Es tracta d'un portal de doble arcada de mig punt bastit amb carreus de pedra ben desbastats. Conserva les dues pollegueres superiors de la porta i l'obertura pel rastell. Des del carrer Empordà, l'accés al portal és d'arc rebaixat, amb els brancals bastits també amb carreus ben treballats, i volta rebaixada que cobreix el passadís que travessa la casa. A continuació, dins la Plaça Major, hi ha un altre llenç de muralla conservada amb les mateixes característiques constructives que el sector nord. Es conserven diversos forats de bastida i una espitllera força malmesa. Posteriorment, el traçat conservat continua integrat a les construccions actuals, en direcció al carrer Empordà, fins a enllaçar amb el sector nord del recinte.

## Història
Pedret i Marzà són entitats de població que corresponen a un mateix municipi, encara que abans pertanyien a Vilanova de la Muga. El lloc de Marzà (Marciano) està documentat des de l'any 902 i el seu castell des del segle xiii. Era situat dalt del petit turó on hi ha la part més antiga del poble i en resten ben pocs vestigis.
El Castell termenat situat en aquesta població és documentat el 1288, en una compra de l'abat Ramon del monestir de Sant Pere de Roda, del castell d'"Amarsà" identificat ràpidament com el Castell de Marzà. Posteriorment queda enregistrat en un altre document del 1402 on el rei Martí, comte d'Empúries el menciona.
Un segle després, el 1509, també queda documentat en la presa de possessió de Ferran Ram de l'abadia de Sant Pere de Roda i de totes les seves jurisdiccions corresponent fins a la desamortització, quan totes les possessions es subhastaren.